# Schloss Schönbühel

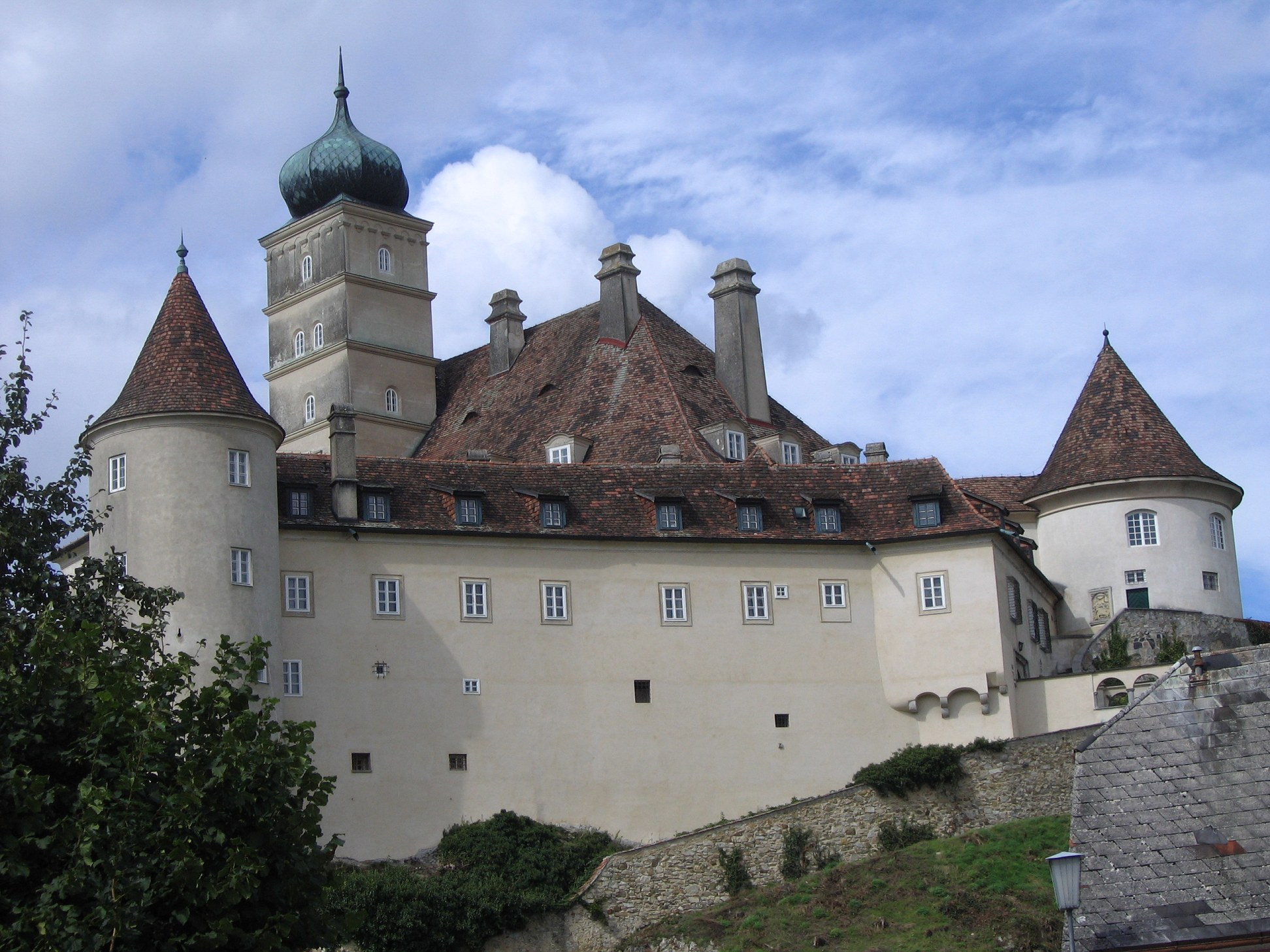
Schloss Schönbühel

Schloss Schönbühel liegt unterhalb von Melk am rechten Donauufer in der niederösterreichischen Gemeinde Schönbühel-Aggsbach.

## Geschichte
Auf einem etwa 40 Meter hohen Felsen, auf welchem sich vermutlich früher eine römische Festung befand, wurde das Schloss Anfang des 12. Jahrhunderts von Marchwardus de Schoenbuchele als leicht zu verteidigende Festung erbaut. Die mächtigen Türme und Rondelle sowie unterirdische und teils verschüttete Gänge lassen auf das Vorhandensein von Burgverliesen und Kerkern in der Vergangenheit schließen.
1064 erhielt das Schloss eine Kirche, deren Eingang sich rechts neben dem Haupteingang des Schlosses befand und in welcher bis 1667 Gottesdienste abgehalten wurden. Auch eine Schule war im Schloss untergebracht.
Als nach fast 200 Jahren mit dem Tod von Ulrich von Schonpihel Anfang des 14. Jahrhunderts die Familie derer von Schonpihel ausstarb, gelangte das Schloss in den Besitz von Conrad von Eisenbeutel und kurz darauf an das Stift Melk. Bereits 1396 war Abt Ludwig gezwungen, den Besitz an Caspar und Gundaker von Starhemberg, die späteren Lehensherren von Gallneukirchen zu verkaufen. Über 400 Jahre lang blieb es nun im Besitze der Familie Starhemberg, die es ausbaute und weiter befestigte.
Das Schloss dürfte von den letzten Herren von Starhemberg nicht mehr bewohnt worden sein, sodass es so sehr verfallen war, dass im Jahre 1819 nur mehr der hohe Turm, die schon entweihte Kirche und der angebaute Trakt mit drei runden Türmen zu sehen war. Unversehrt war noch das Hauptportal mit dem Wappen der Starhembergs, das heute noch im Hirschgraben eingemauert zu sehen ist. Es erinnert an die Zweite Wiener Türkenbelagerung bei der Ernst Rüdiger von Starhemberg eine maßgebliche Rolle bei der Verteidigung der Stadt gespielt hat. Es zeigt den gekrönten Buchstaben „L“ (Kaiser Leopold), den Türkenkopf, das mit Lorbeeren umwundene Schwert in den Pranken des Panthers, den hoch über den Schild emporragenden Stephansturm mit dem siegreichen Kreuz und abgeworfenen Halbmond.
Ludwig Josef Gregor von Starhemberg verkaufte das Schloss im Jahre 1819 gemeinsam mit der auch im Besitz der Familie befindlichen Burgruine Aggstein an den Grafen Franz von Beroldingen, der es renovieren und teilweise umbauen ließ, sodass es 1821 wieder bewohnbar war. Der freie Raum hinter dem Schloss wurde geebnet und damit das heutige Plateau geschaffen sowie die Verbindungsbrücke mit dem Park gebaut. Stilistisch ist es eher noch dem Barock zuzuordnen als dem zu dieser Zeit längst üblichen Neoklassizismus.
1930 verkaufte der Großneffe des Franz von Beroldingen das Gut Schönbühel an den Grafen Oswald von Seilern-Aspang. Während des Zweiten Weltkrieges wurde es enteignet und anschließend bis 1955 von den Russen besetzt, ehe es wieder an die Familie Seilern-Aspang ging, die es bis heute besitzt.